# Ligne de Châteaubriant à Ploërmel
La ligne de Châteaubriant à Ploërmel est une ligne ferroviaire française à écartement standard non électrifiée, fermée et disparue, qui reliait la gare de Châteaubriant en Loire-Atlantique à celle de Ploërmel dans le Morbihan. Elle constituait la ligne 463000 du réseau ferré national.

## Chronologie
- 20 avril 1882 : déclaration d'utilité publique[1],
- 17 juillet 1883 : concession à la Cie cf. Ouest[1],
- 9 août 1896 : mise en service de Châteaubriant à Messac[1],
- 5 avril 1903 : mise en service de Messac à Ploërmel[1],

## Histoire

### De l'utilité publique à la mise en service
La ligne de Châteaubriant à Ploërmel, par ou près Bain et Messac, est inscrite sous le numéro 66 dans la loi Freycinet du 17 juillet 1879. La ligne est déclarée d'utilité publique par une loi le 20 avril 1882,. Elle est concédée à titre définitif par l'État à la Compagnie des chemins de fer de l'Ouest par une convention signée entre le ministre des Travaux publics et la compagnie le 17 juillet 1883. Cette convention est approuvée par une loi le 20 novembre suivant. La compagnie des chemins de fer de l'Ouest concessionnaire la met en service le 9 août 1896. La mise en service de la section de Messac à Ploërmel permet l'ouverture de la totalité de la ligne le 5 avril 1903.
La fermeture du service voyageurs, sur la section de Châteaubriant à Messac, intervient le 2 octobre 1938, et le 6 mars 1939 pour la section de Messac à Ploërmel.

### Déclassements et retranchement
Le déclassement de la ligne intervient par tronçon entre 1954 et 2000 : de La Thébaudais (garage) à Messac (PK 373,300 à 395,170), le 12 novembre 1954 ; de Guer à Ploërmel (PK 426,500 à 448,900), le 19 octobre 1967 ; de Rougé à La Thébaudais (garage) (PK 371,350 à 373,300), le 29 octobre 1970 ; de Messac à Guer (PK 398,730 à 426,500), le 9 décembre 1992 ; et le tronçon de Chateaubriant à Rougé (PK 356,280 à 371,350) est retranché le 18 juillet 2000.

## Infrastructures

### Tracé
La ligne est constituée de deux sections, de la gare de Châteaubriant à la gare de Messac-Guipry sur la ligne de Rennes à Redon et de Messac à la gare de Ploërmel via la gare de Guer qui desservait le camp militaire de Coëtquidan.
La voie est déferrée sur la totalité de son tracé. La plus grande partie est aménagée en voie verte sauf de Messac à Bain-de-Bretagne. Le principal ouvrage d'art est le pont sur la Vilaine.

### Gares et haltes
- Gare de Châteaubriant
- Gare de Ruffigné
- Gare de Rougé
- Halte de La Thébaudais
- Gare d'Ercé - Teillay[12]
- Halte de La Robinais
- Gare de Bain-de-Bretagne[13]
- Gare de Messac-Guipry
- Halte de Guipry
- Gare de Pipriac - Lohéac
- Gare de Maure-de-Bretagne
- Halte de Les Brulais[14]
- Gare de Guer, est devenue l'office du tourisme[15], le château d'eau est conservé, il supporte la sirène des pompiers.
- Halte de Porcaro, (conservée, habitation privée)
- Gare d'Augan, (conservée, habitation privée)
- Gare de Ploërmel